# El porteñito
"El porteñito" es un tango de Argentina cuya letra y música son de autoría de Ángel Villoldo y fue estrenado en 1903. Villoldo escribió también otra letra humorística titulada "El criollo falsificado" y en la década de 1940 se conocieron otras dos letras escritas por Carlos Pesce y Antonio Polito, que la firmó con el seudónimo de “A. Tamarni”.

## Los autores
Ángel Villoldo (Barracas, Buenos Aires, 16 de febrero de 1861-14 de octubre de 1919) cuyo nombre completo era Ángel Gregorio Villoldo Arroyo, fue un músico argentino, uno de los  compositores más característicos de la primera época del tango. Entre otras obras compuso la música de El choclo, El irresistible y El esquinazo, la letra de La bicicleta y  La morocha y la música y letra de ¡Cuidado con los cincuenta!.
Antonio Polito (Buenos Aires, Argentina, 31 de mayo de 1898 – ídem, 18 de agosto de 1958) fue un pianista, letrista y compositor que utilizó el seudónimo de A. Tamarni. Compuso un centenar de obras de varios géneros, la primera de ellas el tango Un antojo, de 1918. Otros tangos de su autoría que se recuerdan son “Color de rosa” y “Caído del cielo” que compuso con su hermano Pedro y los que le grabó Carlos Gardel, Chola, Sueño marchito y Noviecita mía.
Carlos Pesce ( Argentina 1901 – ídem 24 de septiembre de 1975 fue un letrista dedicado al género del tango  entre cuyas obras se encuentran El esquinazo, Racing Club, Melenita de oro y El penado 14, obra esta de la que hizo una gran creación el cantante Agustín Magaldi.

## Comentario
Es un tango de ritmo ligero y azarzuelado Está escrito –como era usual en ese momento- en dos por cuatro, una estructura que luego cayó  en desuso  y solo reapareció tiempo después en algunas piezas, como en El firulete, el tango milonga de 1953, con música de Mariano Mores y Rodolfo Taboada. En sus versos “se muestra de cuerpo entero el rufiancito que estaba latente en el compadrito, que no tardará en mostrar sus garras”. Se trata, por lo demás, del mismo personaje que protagoniza muchísimas letras de Villoldo”. Dice Héctor Ángel Benedetti que la letra “es un ejemplo perfecto del estilo empleado en ese tiempo para las letras de tango…Respondiendo a la moda, El porteñitofue escrito en primera persona como pretexto para la autobiografía, el alarde y la pendencia”  y Del Priore y Amuchástegui comentan que el personaje “concentra los atributos característicos del compadrito, tipo social marginal, común en las orillas de la ciudad a principios de siglo. Es fundamentalmente, un bailarín extraordinario, y un sujeto de pocas pulgas, arrogante y pendenciero.

## Primeras grabaciones
El mismo Villoldo grabó El porteñito en época cercana a su estreno, el 7 de diciembre de 1907 lo hizo Alfredo Eusebio Gobbi para RCA Victor, ese mismo año lo registró Andrée Vivianne para Odeón con una letra adaptada a su condición de mujer –“Soy hija de Buenos Aires, por apodo La Criollita, la mina más compadrita…” y en 1909 o 1910 lo hizo Flora Rodríguez de Gobbi para la casa Gath y Chaves.

## Otras letras
El mismo Villoldo hizo la versión humorística titulada El criollo falsificado, en la cual el personaje narrador es un inmigrante italiano que en su afán de integrarse utiliza en su decir modismos criollos pero con los defectos de pronunciación y dicción comunes entre sus connacionales vecinos de Buenos Aires. Fue grabada por los Gobbi, quienes intercalaron al texto de Villoldo parlamentos en lo que la criolla se burla del aspirante a compadrito llamándolo “Criollo del Vesubio, puro macarrone con formago” en tanto este proclama “aunque soy gringo, soy un creollo (sic) macanudo de corazón”.
Las dos letras escritas por Carlos Pesce y Antonio Polito que se conocieron en la década de 1940 mantienen una narración en primera persona pero incorporan un sesgo evocativo. Una de ellas refleja añoranza por la Buenos Aires de antaño y menciona a Villoldo, y la cantó Marujita Díaz con la orquesta de Francisco Canaro en el filme Canción de arrabal. La otra se refiere a la nostalgia de un compadrito recordando sus hazañas en el baile, las pendencias y el amor.